# Vuelta a Burgos 2000
La Vuelta a Burgos 2000, ventiduesima edizione della corsa, si svolse dal 7 al 10 agosto 2000 su un percorso di 515 km ripartiti in 4 tappe, con partenza da Miranda de Ebro e arrivo a Burgos. Fu vinta dall'italiano Leonardo Piepoli della Banesto davanti allo spagnolo Óscar Sevilla e al francese Pascal Hervé.

## Tappe
| Tappa  | Data      | Percorso                                                 | km  | Vincitore di tappa    | Leader cl. generale   |
| ------ | --------- | -------------------------------------------------------- | --- | --------------------- | --------------------- |
| 1ª     | 7 agosto  | Miranda de Ebro > San Juan del Monte (cron. individuale) | 6   | José Alberto Martínez | José Alberto Martínez |
| 2ª     | 8 agosto  | Burgos > Clunia                                          | 181 | Andrei Tchmil         | José Alberto Martínez |
| 3ª     | 9 agosto  | Pradoluengo > Lagunas de Neila                           | 164 | Leonardo Piepoli      | Leonardo Piepoli      |
| 4ª     | 10 agosto | Medina de Pomar > Burgos                                 | 164 | Giovanni Lombardi     | Leonardo Piepoli      |
| Totale | Totale    | Totale                                                   | 515 |                       |                       |

## Dettagli delle tappe

### 1ª tappa
- 7 agosto: Miranda de Ebro > San Juan del Monte (cron. individuale) – 6 km

| Pos. | Corridore             | Squadra       | Tempo |
| ---- | --------------------- | ------------- | ----- |
| 1    | José Alberto Martínez | Euskaltel     | 9'03" |
| 2    | Dario Frigo           | Fassa Bortolo | a 7"  |
| 3    | Alex Zülle            | Banesto       | a 9"  |

| Pos. | Corridore             | Squadra       | Tempo |
| ---- | --------------------- | ------------- | ----- |
| 1    | José Alberto Martínez | Euskaltel     | 9'03" |
| 2    | Dario Frigo           | Fassa Bortolo | a 7"  |
| 3    | Alex Zülle            | Banesto       | a 9"  |

### 2ª tappa
- 8 agosto: Burgos > Clunia – 181 km

| Pos. | Corridore        | Squadra       | Tempo    |
| ---- | ---------------- | ------------- | -------- |
| 1    | Andrei Tchmil    | Lotto-Adecco  | 4h13'14" |
| 2    | Pascal Hervé     | Polti         | s.t.     |
| 3    | Scott Sunderland | Palmans-Ideal | s.t.     |

| Pos. | Corridore             | Squadra       | Tempo    |
| ---- | --------------------- | ------------- | -------- |
| 1    | José Alberto Martínez | Euskaltel     | 4h22'20" |
| 2    | Dario Frigo           | Fassa Bortolo | a 7"     |
| 3    | Alex Zülle            | Banesto       | a 13"    |

### 3ª tappa
- 9 agosto: Pradoluengo > Lagunas de Neila – 164 km

| Pos. | Corridore        | Squadra | Tempo    |
| ---- | ---------------- | ------- | -------- |
| 1    | Leonardo Piepoli | Banesto | 4h07'51" |
| 2    | Pascal Hervé     | Polti   | a 23"    |
| 3    | Óscar Sevilla    | Kelme   | s.t.     |

| Pos. | Corridore        | Squadra | Tempo    |
| ---- | ---------------- | ------- | -------- |
| 1    | Leonardo Piepoli | Banesto | 8h30'37" |
| 2    | Óscar Sevilla    | Kelme   | a 25"    |
| 3    | Pascal Hervé     | Polti   | a 34"    |

### 4ª tappa
- 10 agosto: Medina de Pomar > Burgos – 164 km

| Pos. | Corridore         | Squadra       | Tempo    |
| ---- | ----------------- | ------------- | -------- |
| 1    | Giovanni Lombardi | Telekom       | 3h57'35" |
| 2    | Scott Sunderland  | Palmans-Ideal | s.t.     |
| 3    | Stefano Garzelli  | Mercatone Uno | s.t.     |

| Pos. | Corridore        | Squadra | Tempo     |
| ---- | ---------------- | ------- | --------- |
| 1    | Leonardo Piepoli | Banesto | 12h28'12" |
| 2    | Óscar Sevilla    | Kelme   | a 25"     |
| 3    | Pascal Hervé     | Polti   | a 34"     |

## Classifiche finali

### Classifica generale
| Pos. | Corridore                 | Squadra                          | Tempo     |
| ---- | ------------------------- | -------------------------------- | --------- |
| 1    | Leonardo Piepoli          | Banesto                          | 12h28'12" |
| 2    | Óscar Sevilla             | Kelme                            | a 25"     |
| 3    | Pascal Hervé              | Team Polti                       | a 34"     |
| 4    | Raimondas Rumsas          | Fassa Bortolo                    | a 35"     |
| 5    | Igor González de Galdeano | Vitalicio Seguros-Grupo Generali | a 59"     |
| 6    | Manuel Beltrán            | Mapei-Quick Step                 | a 1'01"   |
| 7    | Dave Bruylandts           | Palmans-Ideal                    | a 1'10"   |
| 8    | Félix García Casas        | Festina                          | a 1'21"   |
| 9    | Kevin Livingston          | US Postal Service                | a 1'22"   |
| 10   | Fernando Escartín         | Kelme                            | a 1'24"   |